# Mažirina
Koordinati:   43°37′44″N, 15°44′22″E
Mažirna je majhen nenaseljen otoček šibeniškega arhipelaga v srednji Dalmaciji.
Mažirna leži okoli 0,4 km vzhodno od najvzhodnejšega rta otoka Žirje. Njegova površina meri 0,266 km², dolžina obalnega pasu je 2,08 km. Najvišji vrh na otočku doseže višino 50 mnm.